# Liste der portugiesischen Botschafter in Afghanistan
Die Liste der portugiesischen Botschafter in Afghanistan listet die Botschafter der Republik Portugal in Afghanistan auf. Die beiden Staaten unterhalten seit 1976 direkte diplomatische Beziehungen.
Eine eigene Botschaft in Afghanistan eröffnete Portugal bisher nicht, der portugiesische Vertreter in Pakistan, anfangs Indien und später der Türkei, doppelakkreditiert sich dazu in der afghanischen Hauptstadt Kabul (Stand 2022).

## Missionschefs
| Name                                                | Bild        | Amtszeit                           | Anmerkungen                                                       |
| Afghanistan                                         | Afghanistan | Afghanistan                        | Afghanistan                                                       |
| --------------------------------------------------- | ----------- | ---------------------------------- | ----------------------------------------------------------------- |
| Luis Gaspar da Silva                                |             | 22. Juni 1976 –15. August 1979     | Botschafter mit Amtssitz Neu-Delhi, am 6. April 1978 akkreditiert |
| Armando Ramos de Paula Coelho                       |             | 1979– 15. Februar 1981             | Botschafter mit Amtssitz Ankara                                   |
| Manuel Dias Guimarães                               |             | 15. Februar 1981 –10. Juli 1981    | Geschäftsträger am Amtssitz Ankara                                |
| Francisco Anunciação Bonifácio da Piedade Miranda   |             | 10. Juli 1981 –24. Juni 1984       | Botschafter mit Amtssitz Ankara                                   |
| Sérgio Manuel Pinto Martinho                        |             | 25. Juni 1984 –4. Januar 1985      | Übergangs-Geschäftsträger am Amtssitz Ankara                      |
| Carlos Augusto Fernandes                            |             | 31. Januar 1985 –5. Dezember 1987  | Botschafter mit Amtssitz Ankara                                   |
| Sérgio Manuel Pinto Garrido                         |             | 5. Dezember 1987 –31. Mai 1988     | Übergangs-Geschäftsträger am Amtssitz Ankara                      |
| José Manuel Borges Gama Cornélio da Silva           |             | 31. Mai 1988 –12. Oktober 1990     | Botschafter mit Amtssitz Ankara                                   |
| Francisco Pessanha de Quevedo Crespo                |             | 30. Oktober 1990 –28. Februar 1994 | Botschafter mit Amtssitz Ankara                                   |
| Duarte Vaz Pinto da Fonseca de Sá Pereira de Castro |             | 28. Juli 1994 –26. April 1997      | Botschafter mit Amtssitz Ankara                                   |
| José Guilherme de Mendonça Stichini Vilela          |             | 9. Juni 1997 –23. Oktober 2000     | Botschafter mit Amtssitz Ankara                                   |
| António Raul Freitas Monteiro Portugal              |             | 10. Januar 2001 –5. September 2004 | Botschafter mit Amtssitz Ankara                                   |
| Jorge Alberto Nogueira de Lemos Godinho             |             | 30. Oktober 2004 –3. Juni 2006     | Botschafter mit Amtssitz Ankara                                   |
| José Manuel de Carvalho Lameiras                    |             | 4. Dezember 2006 –20. Juli 2010    | Botschafter mit Amtssitz Ankara                                   |
| Luísa Margarida de Carvalho Bastos de Almeida       |             | 27. Juli 2010 –8. April 2012       | Botschafterin mit Amtssitz Ankara                                 |
| Jorge Tito de Vasconcelos Nogueira Dias Cabral      |             | 2012 –10. August 2016              | Botschafter mit Amtssitz Ankara                                   |
| Maria Paula Vieira Ferreira Leal da Silva           |             | seit 26. September 2016            | Botschafterin mit Amtssitz Ankara                                 |
| Paulo Neves Pocinho                                 |             | seit 2019                          | Botschafter mit Amtssitz Islamabad                                |